# گلیم بختیاری شوشتر
گلیم بختیاری شوشتر از نظر ترکیب بندی از دیگر گلیم‌های ایرانی متمایز است. متن این گلیم‌ها شامل گروهی ترنج با اندازه‌های مختلف است یا طرحی لوزی شکل تمام متن آن را فرا گرفته و در اطراف آن تعداد زیادی حاشیه با عرض‌های گوناگون و طرح‌های هندسی پیچیدهٔ غیرمعمول به طرف داخل امتداد یافته‌است.
این حاشیه‌ها در قسمت خارجی نیز دارای بافتی یکدست و تک‌رنگ است.
با نگاه کردن به گلیم‌های شوشتر، بیننده حس می‌کند که طرح مرکزی بر روی زمینه‌ای شناور است. مشابه این روش در دست‌نویس‌های بسیار قدیمی ایران نیز مشاهده می‌شود.

## ویژگی‌هایگلیم بختیاریشوشتر
تارهای گلیم بافت‌های بختیاری از پشم قهوه‌ای یا موی شتر و پود این گلیم‌ها از موی شتر یا نخ استفاده می‌شود. پودهایی که برای مشخص کردن طرح به کار می‌رود اغلب خود رنگ است و بعضی اوقات به رنگ آبی روشن در می‌آید.
یکی از ویژگی‌های گلیم شوشتر پودهای خود رنگ آن است.
بافت آن بسیار سخت و متراکم است و حالتی تخته مانند دارد.
پشمی که در آن استفاده می‌شود بسیار ترد و شکننده است، کیفیت مرغوبی ندارد و فاقد درخشش گلیم‌های قشقایی است.
رنگ این گلیم‌ها مانند گلیم‌های لر اکثراً تیره است، دارای ریشه‌هایی با برش ساده و شیرازه‌هایی با ریسمان اضافی مارپیچی شکل است.

## طرح متن
زمینه این گلیم‌ها دارای ترنج و ساختار لوزی شکل است.

## حاشیه‌ها
در این گلیم‌ها حاشیه پیچیده و هندسی شکل است و حاشیهٔ خارجی دارای بافت یکدست و تک رنگ است.

## اندازه وشکل
اندازه در این گلیم‌ها طویل و دارای شکل مستطیلی است.

## مواد اولیه
این گلیم دارای تارهای زبر پشمین و پودهای پشمی است و از تارهای نخی به‌طور محدود استفاده می‌شود و از موی شتر نیز در این گلیم استفاده می‌شود.

## بافت
در این گلیم بافت، بسیار متراکم و گلیم باف متصل جفت قلاب سخت و محکم به کار می‌رود.

## رنگ
رنگ‌های به کار رفته در این گلیم محدود و تیره، قهوه‌ای شتری، آبی، قرمزگلی تیره، زرد است.

## ریشه‌ها و شیرازه
ریشه‌ها در این گلیم یکدست است و شیرازه‌ها در آن با ریسمان‌های اضافی مارپیچ تقویت شده‌است.

## وجه تسمیه
شوشتر از شهرهای استان خوزستان در جنوب غربی ایران است. این شهر در دامنه کوه‌های زاگرس قرار دارد.